# Diana (Aromenhersteller)
Die Diana S.A.S. mit Sitz in Saint-Nolff (Frankreich) ist ein Zulieferer von Aromen und Duftstoffen für die Lebensmittel-, Tiernahrungs- sowie Kosmetikindustrie. Seit 2014 ist Diana Teil der Symrise-Gruppe.

## Hintergrund
Das Unternehmen beschäftigt 1640 Mitarbeiter, verfügt über Tochtergesellschaften und Filialen in 23 Ländern und ist in einigen Bereichen Marktführer. Diana erwirtschaftete 2013 einen Umsatz von 425 Millionen Euro. Im Frühjahr 2014 gab der deutsche Aromen- und Duftstoffhersteller Symrise die Absicht zur Übernahme von Diana für rund 1,3 Mrd. Euro bekannt, die mittels einer Kapitalerhöhung erreicht werden soll. Die Transaktion wurde im Juli 2014 vollendet.